# Oberndorf en Tyrol
Pour les articles homonymes, voir Oberndorf.
Oberndorf en Tyrol est une commune autrichienne du district de Kitzbühel dans le Tyrol.